# Таллихтенберг
Таллихтенберг (нем. Thallichtenberg) — община в Германии, в земле Рейнланд-Пфальц. 
Входит в состав района Кузель. Подчиняется управлению Кузель.  Население составляет 545 человек (на 31 декабря 2010 года). Занимает площадь 5,72 км².

## Достопримечательности
- Замок Лихтенберг